# Madklubben (film)
 Ikke at forveksle med restaurantvirksomheden Madklubben.
Madklubben er en dansk spillefilm fra 2020 instrueret af Barbara Topsøe-Rothenborg.

## Handling
De tre veninder Vanja, Marie og Berling, der har kendt hinanden lige siden folkeskolen, tager på madkursus til Syditalien. De er i deres livs efterår og slås med hver deres. Marie bliver forladt af sin mand juleaften, Berling er den evige single, som fornægter alder og lever det søde liv, mens Vanja lever i minderne om sin afdøde mand. Rejsen bliver absolut ikke den tur, de havde regnet med, og de hede sydlandske aftener byder på både flirt, jalousi og sandheder, der pludselig skal på bordet. Midt i virvaret opdager de dog, at de har langt mere at byde på, end de nogensinde havde drømt om, og at det aldrig er for sent.

## Medvirkende
- Kirsten Olesen
- Stina Ekblad
- Kirsten Lehfeldt
- Troels Lyby
- Mia Lyhne
- Rasmus Botoft